# 政治周刊
政治周刊（波蘭語：Polityka，波蘭語發音：[pɔˈlitɨka]）是波蘭中左翼的新聞雜誌，同時也時波蘭銷售量最大的週刊。政治周刊被認為對波蘭的公眾輿論具有重大影響。它的內容涵蓋了波蘭，歐洲和世界的政治，經濟，教育，文化等主題。1957年1月2日，該週刊由波蘭統一工人黨中央委員會秘書處決定成立。同年2月1日，政治周刊正式成立。